# Liugui
Liugui, auch Liouguei, (chinesisch 六龜區, Tongyong Pinyin Liòuguei Cyu, W.-G. Liu4-kuei1 Ch'ü1) ist ein Stadtbezirk von Kaohsiung in der Republik China (Taiwan).

## Lage, Geografie
Liugui liegt im gebirgigen Inneren Taiwans und ist vergleichsweise dünn besiedelt. Die Nachbarbezirke sind Tauyuan im Nordosten, Maolin im Südosten, und im Westen die Bezirke (von Nord nach Süd) Jiaxian, Shanlin und Meinong. Im Süden grenzt der Bezirk an die Gemeinde Gaoshu des Landkreises Pingtung. Die Gemeinde bildet einen länglichen Landstreifen, der das Tal des Flusses Laonong (荖濃溪) umschließt. In ihrer maximalen Längsausdehnung misst sie knapp 31 Kilometer und die Breite variiert zwischen etwa 3,7 und 8 Kilometern. In der Talebene herrscht ein heißes regenreiches tropisches Monsunklima mit einem durchschnittlichen Jahresniederschlag von etwa 2000 mm. Die Jahresdurchschnittstemperatur beträgt ungefähr 23 °C. In den Höhenlagen sind die Temperaturen gemäßigter.

## Geschichte
Die ursprünglichen Bewohner waren taiwanische Austronesier, zuletzt überwiegend Bunun-Volksangehörige. Ab etwa dem 19. Jahrhundert setzte eine verstärkte Einwanderung von Han-Chinesen ein, die sich unter der japanischen Kolonialherrschaft intensivierte. Nach Übergabe der Insel Taiwan an die Republik China im Jahr 1945 wurde das Gebiet als ‚Gemeinde Liugui‘ organisiert. Die Namensherkunft von ‚Liugui‘ (六龜), wörtlich „sechs Schildkröten“, ist nicht sicher geklärt. Einerseits wird vermutet, dass er sich von dem indigenen örtlichen Namen Lakuri ableitet, zum anderen gibt es die Theorie, das die Benennung aufgrund von schildkrötenartig geformten Hügeln entstanden ist. Liugui wurde eine Landgemeinde (鄉,  Xiāng) im neu gebildeten Landkreis Kaohsiung. Die Einteilung in Dörfer wurde im Laufe der Jahre mehrfach geändert. Als der Landkreis am 25. Dezember 2010 in die Stadt Kaohsiung inkorporiert wurde, erhielt Liugui den Status eines Stadtbezirks (區,  Qū).
| Gliederung Liuguis |
| Baolai 寶來里 Laonong 荖濃里 Xinfa 新發里 Liugui 六龜里 Xinglong 興龍里 Yibao 義寶里 → Wenwu 文武里 Zhongxing 中興里 Dajin 大津里 Xinxing 新興里 Xinwei 新威里 Xinliao 新寮里 |

## Verwaltungsgliederung
Liugui ist in 12 Stadtteile (里,  Li) untergliedert: Baolai (寶來里), Laonong (荖濃里), Xinfa (新發里), Liugui (六龜里), Xinglong (興龍里), Yibao (義寶里), Wenwu (文武里), Zhongxing (中興里), Dajin (大津里), Xinxing (新興里), Xinwei (新威里), Xinliao (新寮里).

## Bevölkerung
Nach offizieller Erhebung gehörten Ende 2017 insgesamt 542 Personen (etwa 4 %) den indigenen Völkern an.

## Landwirtschaft
Typische Produkte der örtlichen Landwirtschaft sind Mango, Papaya, Pflaume, Japanische Pflaume, Javaapfel, Chinesische Jujube, wilde Kamelie (野生山茶), und schwarzer Pfeffer.

## Infrastruktur
Die wichtigste Straße ist die Provinzstraße 27 die parallel zum Fluss Laonong am Ostufer etwa in Nord-Süd-Richtung verläuft. In Höhe des Dorfes Xinglong zweigt sich die Provinzstraße 27A (27甲) ab, überquert den Fluss und zieht am anderen Flussufer nach Süden, wo sie dann auf die in Ost-West-Richtung verlaufende Provinzstraße 28 trifft, die ebenfalls eine Querverbindung zwischen den Provinzstraßen 27 und 27A herstellt.

## Sehenswürdigkeiten
Die Hauptattraktion von Liugui sind die Natursehenswürdigkeiten. Mehrere Brücken überqueren das Flusstal des Laonong und bieten malerische Aussichtspunkte, so die Xinwei-Brücke (新威大橋) im Süden (), die Dongxi-Brücke (東溪大橋) im mittleren Abschnitt () und die Xinfa-Brücke (新發大橋) weiter nördlich ().
Im Schmetterlingstal (彩蝶谷, ), das mehr als 400 Hektar umfasst, lassen sich jedes Jahr in den Monaten Mai und Juni mehr als 250 tropische Schmetterlingsarten beobachten. Im Waldpark bzw. der Baumschule Xinwei (新威森林公園, 新威苗圃, ) wachsen diverse tropische Baumarten, u. a. Mahagoni. Als sehenswert gilt auch der Shiba Luohanshan (十八羅漢山, „Berg der achtzehn Luohans“ oder „Berg der achtzehn Arhats“, ). Die Bezeichnung kommt von der eigentümlichen Form der 18 Berghügel, die an 18 hockende buddhistische Schüler erinnern soll. Zu einer Touristenattraktion sind auch die Tunnel unter dem 18-Arhat-Berg geworden. Die 6 Tunnel in einer Gesamtlänge von 782 Metern wurden zur Zeit der japanischen Herrschaft in den 1930ern angelegt um den Abtransport von Campher und Holz zu erleichtern. Seit ihrer Stilllegung im Jahr 1992 haben sich hier verschiedene Vögel und Fledermausarten eingenistet.
In Liugui gibt es mehrere kleine buddhistische Tempel, unter anderem den Miaochong-Tempel (清涼山護國妙崇寺, ), den Diyuan-Tempel (諦願寺, ) und den Miaotong-Tempel (妙通寺, ).

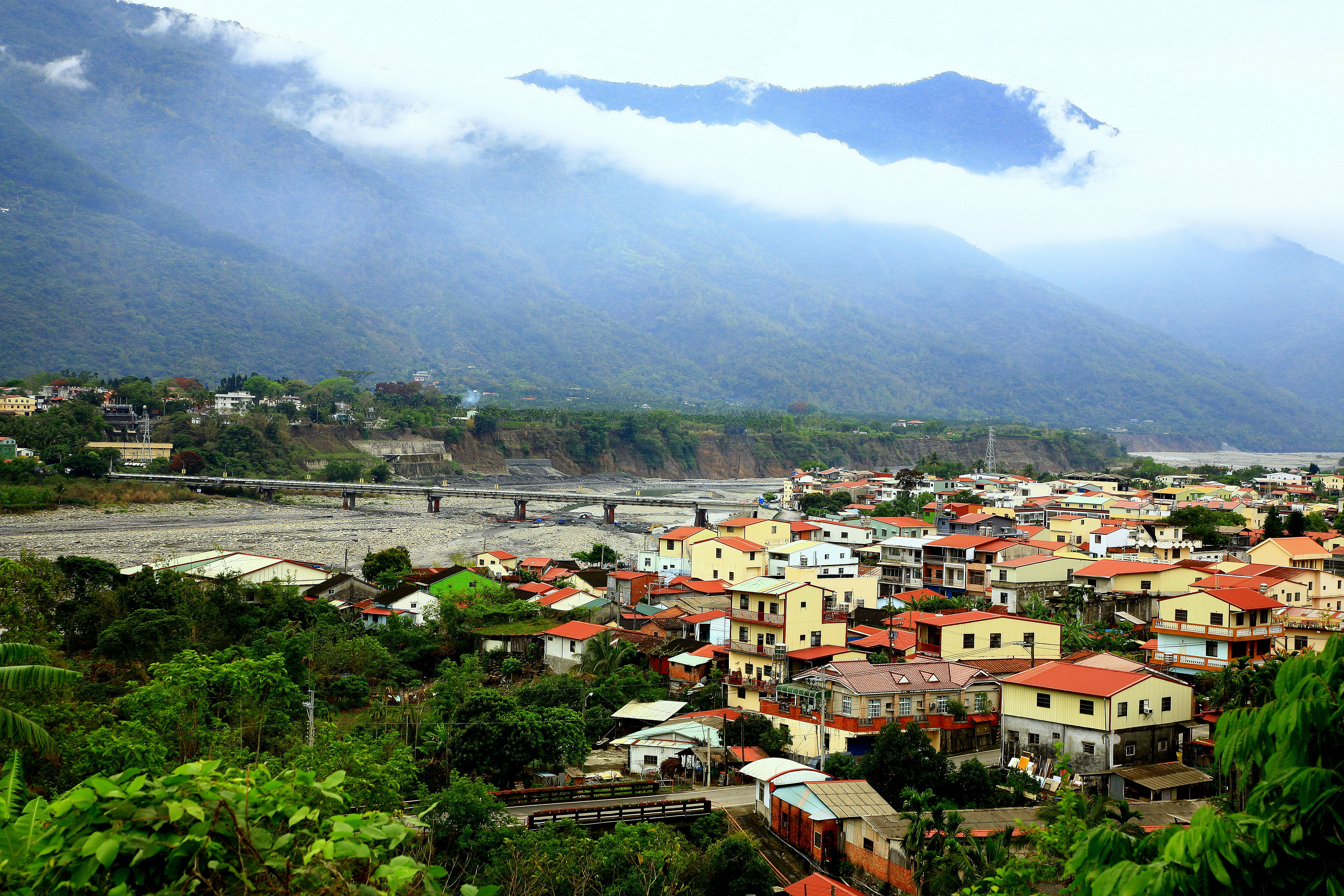
Flusstal des Laonong
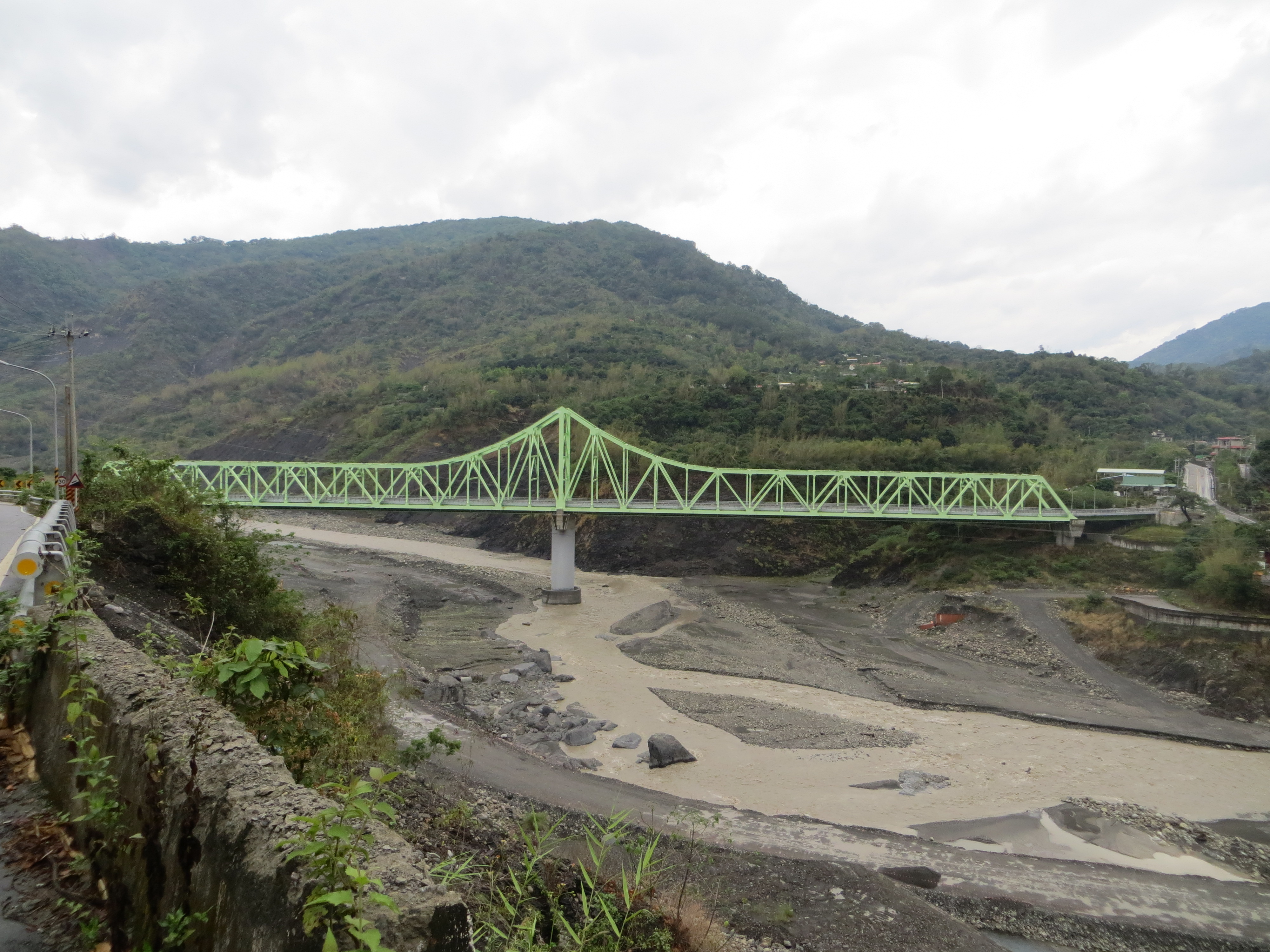
Xinfa-Brücke der Provinzstraße 27
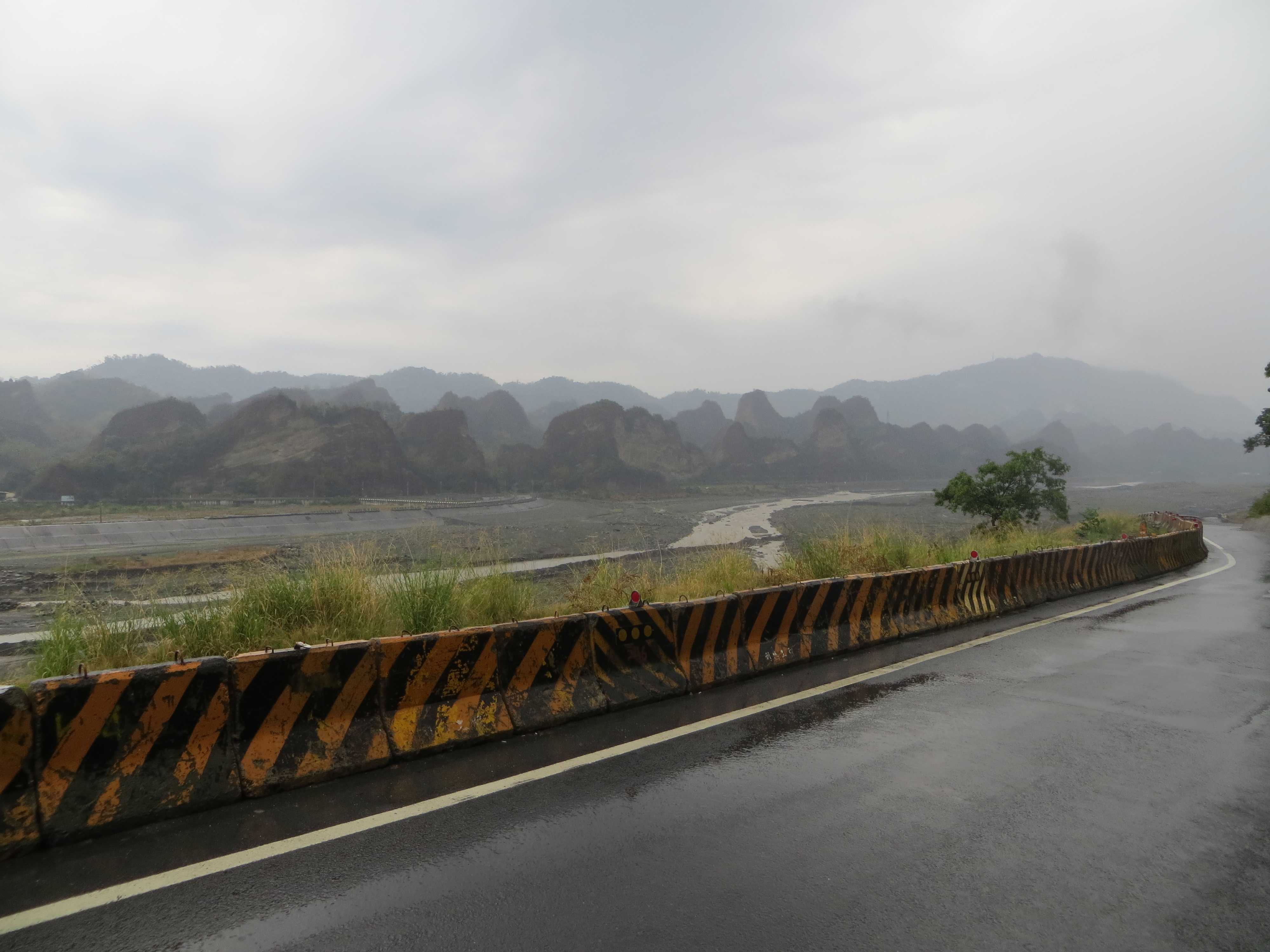
„18 Arhat-Berg“

## Söhne und Töchter des Stadtbezirks
- Hsiang Chun-hsien (* 1993), Hochspringer